# Рамазанов, Алаверди Рамазанович
Алаверди Рамазанович Рамазанов (29 ноября 1994, Кизляр, Дагестан, Россия) — российский кикбоксер и тайбоксер,  чемпион мира по профессиональному муай-тай, 12-кратный чемпион России.

## Биография
Родился и вырос в дагестанском Кизляре, Рамазанов изначально участвовал в соревнованиях по плаванию. Однако в 13 лет он обратил внимание на тайский бокс. 

## Карьера в тайском боксе
Алаверди Рамазанов дебютировал в тайском боксе в возрасте 18 лет. В 21 год он переехал в Таиланд, где тренировался в клубе Venum, чтобы развить свои навыки тайского бокса. 

## ONE Championship

### Начало карьеры
Алаверди Рамазанов дебютировал в ONE Championship 6 октября 2018 года в Бангкоке на турнире ONE Championship: "Королевство Героев" против пользующегося большой популярностью тайца Петчморакота Петчинди Академи. Несмотря на удар по затылку, Рамазанов продолжил бой и одержал победу единогласным решением судей. Затем он 9 ноября 2018 года в Сингапуре встретился с Эндрю Миллером на ONE Championship: Сердце Льва. Рамазанов быстро победил шотландца, нокаутировав его в первом раунде за 57 секунд. Нокаут Рамазанова над Миллером был рекордсменом ONE Super Series по скорости до 41-секундного нокаута Кохея «Momotaro» Кодеры над Сингтонгной Пор.Телакун на ONE Championship: Immortal Triumph 6 сентября 2019 года. Спустя всего две недели 23 ноября 2018 года на Филиппинах Рамазанов встретился с Саемапетчем Фаиртексом на ONE Championship: Битва Чемпионов. Несмотря на то, что бой был упорным и конкурентоспособным, Рамазанов проиграл его единогласным решением судей. 16 февраля 2019 года Алаверди Рамазанов в Бангкоке встретился с тайцем Консаком Ситбунми на турнире ONE Championship: Столкновение Легенд, в котором он проиграл раздельным решением судей. 16 августа 2019 года Рамазанов отправился на турнир ONE Championship: "Мечты о золоте" в Бангкок, где он встретился с сербско-американским ветераном Огненом Топичем. Алаверди Рамазанов смог трижды отправить в нокдаун Топича в первом раунде, тем самым одержал победу техническим нокаутом.

### Титул
Победа над Огненом Топиком позволила ему 6 декабря 2019 года провести титульный бой против Чжана Чэнлуна за звание чемпионата мира по кикбоксингу в легчайшем весе на турнире ONE Championship: "Знак Величия" в Куала-Лумпуре . Несмотря на то, что Рамазанов в основном дрался по правилам тайского бокса, и на усталость в последних раундах, он смог адаптироваться и отправил соперника в нокдаун, выиграв бой единогласным решением судей и став первым чемпионом мира по кикбоксингу в легчайшем весе ONE.
20 марта 2020 года Алаверди Рамазанов должен был защищать свой титул чемпиона мира по кикбоксингу в легчайшем весе в бою против действующего чемпиона мира по тайскому боксу в легчайшем весе Нонг-О Гаиянгхадао на турнире ONE Championship: Heart of Heroes. Ранее он проявлял интерес к бою с Нонг-О. Однако их бой так и не состоялся, и мероприятие было отменено из-за пандемии COVID-19.
Рамазанов должен был провести свою первую защиту титула против Капитана Петчиинди Академии на турнире ONE Championship: Неуязвимые. 22 января 2021 года Рамазанов проиграл титул «Капитану» нокаутом во втором раунде из-за лоу-киков и ударов.

### Дальнейшее выступление
26 ноября 2021 года Рамазанов должен был провести бой против бывшего претендента на титул чемпиона мира по тайскому боксу в полулегком весе Понгсири П. К. Саенчаймуайтайджима на турнире ONE Championship: "Следующее Поколение III" в Сингапуре. В этой схватке он одержал победу нокаутом.

## Титулы
- Чемпионат мира по версии ONE Championship 2019 — ;
- Чемпион мира по тайскому боксу IFMA;
- Чемпион Европы по тайскому боксу IFMA;
- 12 кратный Чемпион России по тайскому боксу IFMA.